# German Open 2004 (Badminton)
Die German Open 2004 im Badminton fanden in Duisburg vom 12. bis 17. Oktober 2004 statt. Das Preisgeld betrug 50.000 USD.

## Austragungsort
- Rhein-Ruhr-Halle

## Sieger und Platzierte
| Disziplin    | Gold                         | Silber                                | Bronze                            |
| ------------ | ---------------------------- | ------------------------------------- | --------------------------------- |
| Herreneinzel | Lin Dan                      | Xia Xuanze                            | Niels Christian Kaldau            |
| Herreneinzel | Lin Dan                      | Xia Xuanze                            | Dicky Palyama                     |
| Dameneinzel  | Xie Xingfang                 | Xu Huaiwen                            | Zhu Lin                           |
| Dameneinzel  | Xie Xingfang                 | Xu Huaiwen                            | Pi Hongyan                        |
| Herrendoppel | Mathias Boe Carsten Mogensen | Jesper Larsen Joachim Fischer Nielsen | Sho Sasaki Shoji Sato             |
| Herrendoppel | Mathias Boe Carsten Mogensen | Jesper Larsen Joachim Fischer Nielsen | Rasmus Andersen Michael Lamp      |
| Damendoppel  | Zhang Dan Zhang Yawen        | Wei Yili Zhao Tingting                | Jiang Yanmei Li Yujia             |
| Damendoppel  | Zhang Dan Zhang Yawen        | Wei Yili Zhao Tingting                | Chen Li Zhu Lin                   |
| Mixed        | Carsten Mogensen Rikke Olsen | Chen Qiqiu Zhao Tingting              | Michael Lamp Pernille Harder      |
| Mixed        | Carsten Mogensen Rikke Olsen | Chen Qiqiu Zhao Tingting              | Fredrik Bergström Johanna Persson |

## Finalergebnisse
| Disziplin    | Sieger                       | Finalist                              | Ergebnis          |
| ------------ | ---------------------------- | ------------------------------------- | ----------------- |
| Herreneinzel | Lin Dan                      | Xia Xuanze                            | 17–16, 15–9       |
| Dameneinzel  | Xie Xingfang                 | Xu Huaiwen                            | 9–11, 11–6, 11–7  |
| Herrendoppel | Mathias Boe Carsten Mogensen | Jesper Larsen Joachim Fischer Nielsen | 15–6, 17–14       |
| Damendoppel  | Zhang Dan Zhang Yawen        | Wei Yili Zhao Tingting                | 15–8, 15–12       |
| Mixed        | Carsten Mogensen Rikke Olsen | Chen Qiqiu Zhao Tingting              | 12–15, 15–8, 15–9 |